# Valentin Uriona
Valentín Uriona Lauciriga (Muxika, 29 augustus 1940 - Sabadell, 30 juli 1967) was een Spaanse wielrenner.
Hij was prof van 1961 tot 1967. Dat jaar overleed hij na een fatale val tijdens het Spaans kampioenschap op amper 26-jarige leeftijd. Het jaar daarvoor reed de Bask zijn beste Ronde van Spanje: hij won de vierde etappe, droeg tien dagen de gouden leiderstrui en eindigde als zesde in het eindklassement.

## Belangrijkste resultaten
1962
- 1e etappe 1a Ronde van Catalonië

1963
- GP Llodio
- 1e etappe 7 Ronde van Spanje
- 1e etappe 7a Ronde van Catalonië

1964
- 1e Milano-Torino
- 1e Dauphiné Libéré
- 1e etappe 8 Ronde van Catalonië
- 7e Ronde van Spanje

1965
- 1e etappe 1 & etappe 8 Ronde van Catalonië

1966
- 1e Spaans klimkampioenschap
- 1e etappe 4 Ronde van Spanje
- 6e Ronde van Spanje

## Resultaten in voornaamste wedstrijden
| Jaar | Ronde van Italië | Ronde van Frankrijk | Ronde van Spanje |
| ---- | ---------------- | ------------------- | ---------------- |
| 1963 |                  | 50e                 | 18e (1)          |
| 1964 |                  | opgave              | 7e               |
| 1965 |                  | 13e                 | opgave           |
| 1966 |                  | 14e                 | 6e (1)           |

| Jaar | Milaan-San Remo | Ronde van Lombardije |  | WK op de weg |  | Wereldranglijsten |
| ---- | --------------- | -------------------- |  | ------------ |  | ----------------- |
| 1963 | 64e             | 46e                  |  |              |  |                   |
| 1964 | 58e             | 18e                  |  | 28e          |  | 20e (SPP)         |
| 1965 | 41e             | 34e                  |  | 15e          |  |                   |
| 1966 | 89e             |                      |  |              |  |                   |